# Manoir

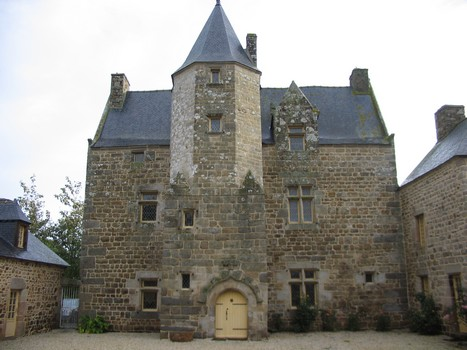
Le manoir de Fournebello, à Plouagat dans le département des Côtes-d'Armor, manoir du XVIe siècle.

Un manoir est avant tout le siège d'un domaine d'origine seigneuriale. C'est un terme utilisé majoritairement dans le nord de la France. C'est la résidence ou la demeure d'un noble, son logis seigneurial. La maison forte (manoir fortifié) n'est ni plus ni moins qu'un manoir qui arbore des éléments défensifs (fossé, plate-forme ou talus) à la différence de la « maison manoriale » (manoir non fortifié).
Le bâtiment est parfois désigné aussi par le terme « gentilhommière », l'habitation d'un « gentilhomme », c'est-à-dire d'un noble de naissance.
Il occupe un niveau intermédiaire entre le château et la ferme. Avec son allure de petit château implanté sur un fief ou un domaine, c'est donc bien souvent, dans un village ou un hameau, la bâtisse la plus vaste, la plus belle et la mieux équipée, puisqu’y habitait en général un noble. Ce dernier ne disposait généralement pas d'autres résidences, contrairement à des seigneurs plus fortunés qui pouvaient, par exemple, détenir un hôtel particulier dans la ville proche, plus confortable en hiver.
La distinction entre un manoir et un château n'est pas toujours claire et telle gentilhommière sera tour à tour appelée manoir ou château. Jusqu'à la Révolution française, le manoir — qui a désigné d'abord la taxe imposée aux manants, puis le lieu du paiement d'icelle[réf. nécessaire] — peut être défini comme une demeure seigneuriale attachée à une exploitation agricole gérée directement par le seigneur, c'est-à-dire par un membre de cette petite noblesse rurale qui ne fréquentait pas la cour et n'exerçait pas de fonctions honorifiques, militaires ou administratives.
En français contemporain, c'est la plus ou moins grande magnificence de la demeure qui tend à faire le partage entre manoir et château.

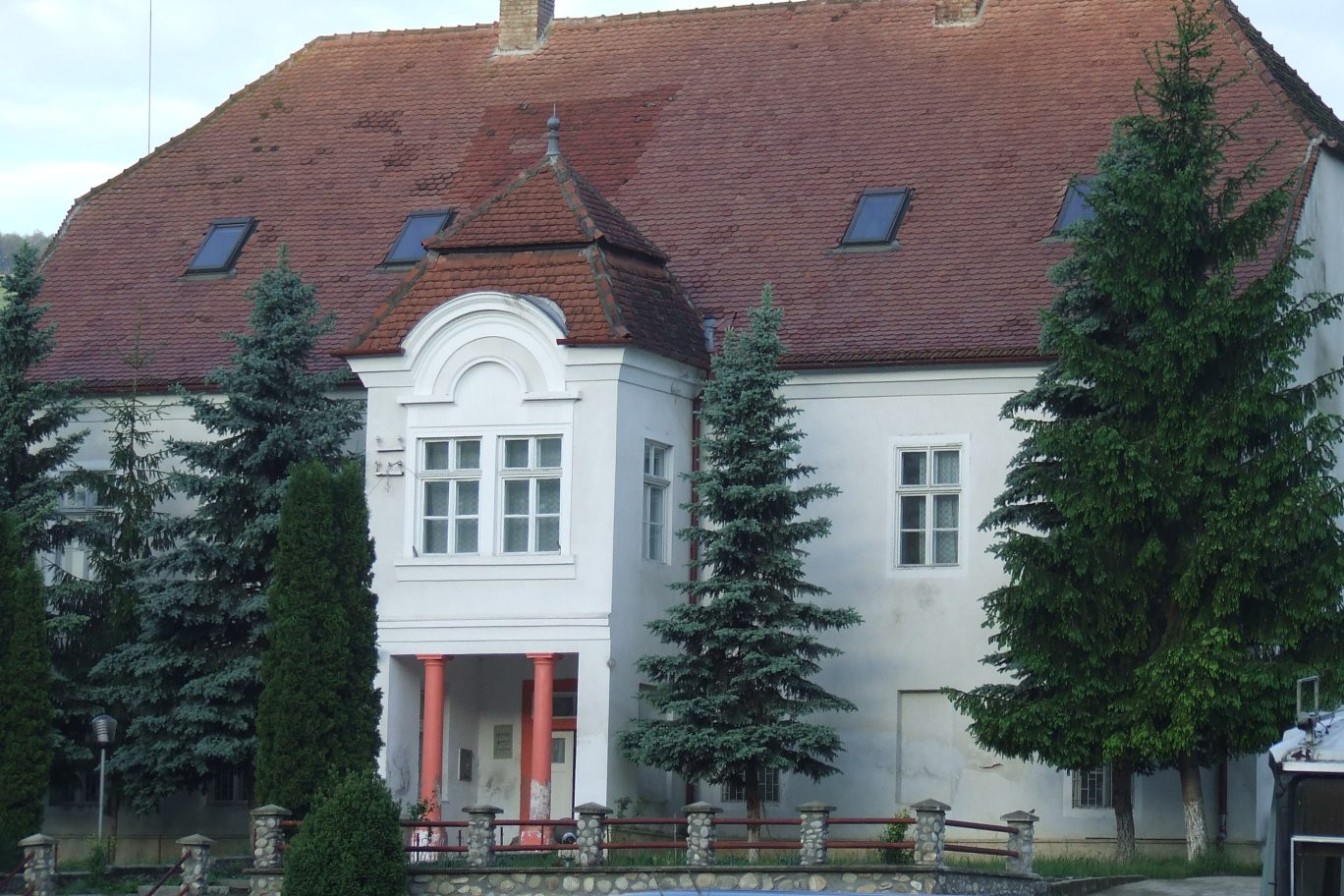
Un manoir transylvain, près de Cluj.

## Étymologie
Le terme est mentionné par le chroniqueur normand Wace sous la forme maneir en 1155 au sens de « demeure, habitation », puis de nouveau chez le même écrivain dans une autre de ses œuvres, vers 1160-1174, au sens de « propriété, domaine ».
Cependant, dès le XVIIe siècle, son emploi ne se limite plus guère qu'à la poésie et prend un sens burlesque dès le milieu du même siècle. Ce n'est qu'au XIXe siècle qu'il est attesté au sens moderne de « logis d'importance, petit château ».
Le mot manoir est à l'origine l'infinitif substantivé de l'ancien français manoir « demeurer, habiter », issu du gallo-roman manere, « habiter », du latin manere, « demeurer un certain temps ».

## Histoire
La construction de ces bâtiments remonte souvent au XVe  ou  XVIe siècle, c'est-à-dire le siècle qui a suivi la fin de la guerre de Cent Ans, témoignant d'une prospérité retrouvée par une population qui reste cependant toujours en proie à la crainte de troubles.
Un manoir était généralement constitué d'un corps de logis et de dépendances dont certaines pouvaient former une ou deux ailes, entourés de champs, de fermes, de pâturages et de bois. Ce n'était pas un édifice à vocation militaire, donc pas un château fort, puisqu'il était interdit au vassal maître des lieux de l'équiper de tours à vocation militaire et d'un donjon. En revanche, ils possèdent en général une tour (ou tourelle) hors œuvre (c'est-à-dire accolée à la maison) abritant un escalier à vis qui permettait de circuler entre les niveaux de la maison, et dont la partie supérieure, plus haute que celle-ci, était souvent occupée par un pigeonnier — la détention de pigeons étant à l'époque un privilège seigneurial, le nombre de niches étant déterminé par la taille du domaine agricole (souvent deux couples de pigeons par hectare).
Par extension, le terme de « manoir » a pu désigner toute demeure de maître ou d'agrément, de quelque importance entourée de terres cultivées, de toute façon bien remarquable parmi toutes les autres habitations, « masures » ou « chaumières » occupées par le petit peuple, les manants, plus tard appelés « manouvriers ».
Plus rarement encore, des documents anciens, dans certaines régions, font état de « manoir non amasé », désignant une terre sans maison (« mas, masure ou maisière »), parce que détruite depuis parfois un temps indéterminé.
Le domaine du manoir était largement autosuffisant et faisait commerce de certains surplus avec d'autres manoirs afin d'acheter le cas échéant quelques produits rares. Au gré du développement des marchés dans les villes du Moyen Âge, les manoirs commencèrent à se spécialiser dans certaines productions : fabrication de fromage, élevage de porcs, viticulture, culture des céréales ou des légumes, etc.
Le « maître » occupait le manoir avec sa famille, quelques domestiques et serviteurs. Aussi la fonction résidentielle des châteaux prend-elle désormais le pas sur leur fonction défensive.
La population du domaine était composée essentiellement de paysans (c'est-à-dire de roturiers). Les terres étaient initialement peuplées principalement de serfs qui passaient une grande partie de leur temps à travailler la terre du seigneur en échange de sa protection. Les serfs possédaient ou exploitaient pour leur subsistance juste quelques bandes de terre dans des champs du manoir. Si le serf n'était pas un esclave, il n'était pas pour autant libre. Il ne pouvait se marier, changer de métier ou quitter le manoir sans la permission de son seigneur, mais il avait cependant quelques droits. Son statut était héréditaire et donc transmis à sa descendance. Sa terre ne pouvait lui être ravie dans la mesure où il remplissait ses obligations vis-à-vis de son seigneur. Si la relation entre seigneur et vassal peut sembler a priori comparable à celle de serf et seigneur, le Moyen Âge faisait une distinction nette entre un contrat honorable visant à fournir au seigneur un service militaire et le simple travail fourni par le serf.

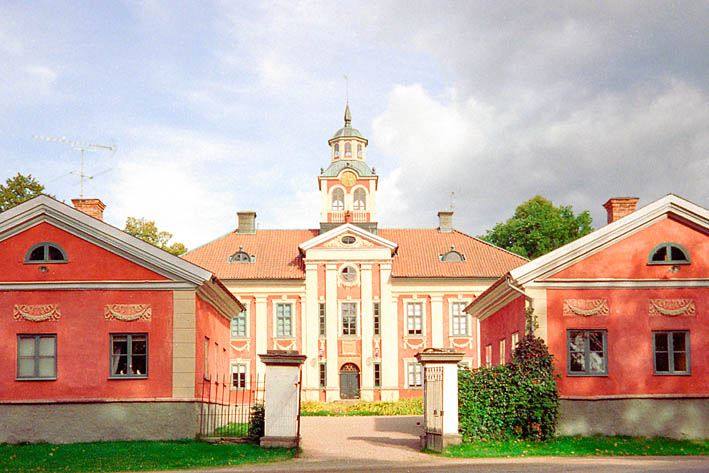
Manoir suédois : Venngarns slott.

La fin du Moyen Âge voit les guerres féodales disparaître et le pouvoir royal se renforcer, garant d'une certaine stabilité politique. La technique agricole a fini par transformer la vie des serfs médiévaux. Les rendements agricoles se sont accrus au fil du temps, ce qui a permis de faire commerce des surplus ainsi dégagés. De là, les serfs ont obtenu progressivement les moyens de racheter leur liberté. Pourtant, même si à l'aube du XIXe siècle, juste avant la Révolution, l'Europe occidentale ne comptait que peu de serfs, la masse des ruraux, parfois encore confrontée à la famine, vivait localement dans un état d'extrême dépendance économique, sociale et « politique » vis-à-vis des puissants du manoir (le servage a perduré en Allemagne jusqu'à la seconde moitié du XIXe siècle et est une des causes de l'émigration de la population pouvant racheter son droit de quitter une terre).

### En Bretagne
Du XIVe au XVIe siècle, les cinq départements de la Bretagne historique se couvrent d'un manteau de manoirs plus dense que partout ailleurs. Politique, économie et société forment la toile de fond sur laquelle s'inscrit « l'âge d'or des manoirs », cellules privilégiées de vie et de production, symboles de pouvoir, de réussite sociale et d'appartenance à un groupe supérieur, et non simple forme d'habitat.

## Anciens manoirs en France
- Liste des demeures royales françaises précédées par les manoirs
- Liste des châteaux et bastides des Bouches-du-Rhône
- Liste des châteaux et demeures de la Dordogne
- Liste des châteaux et manoirs de l'Eure

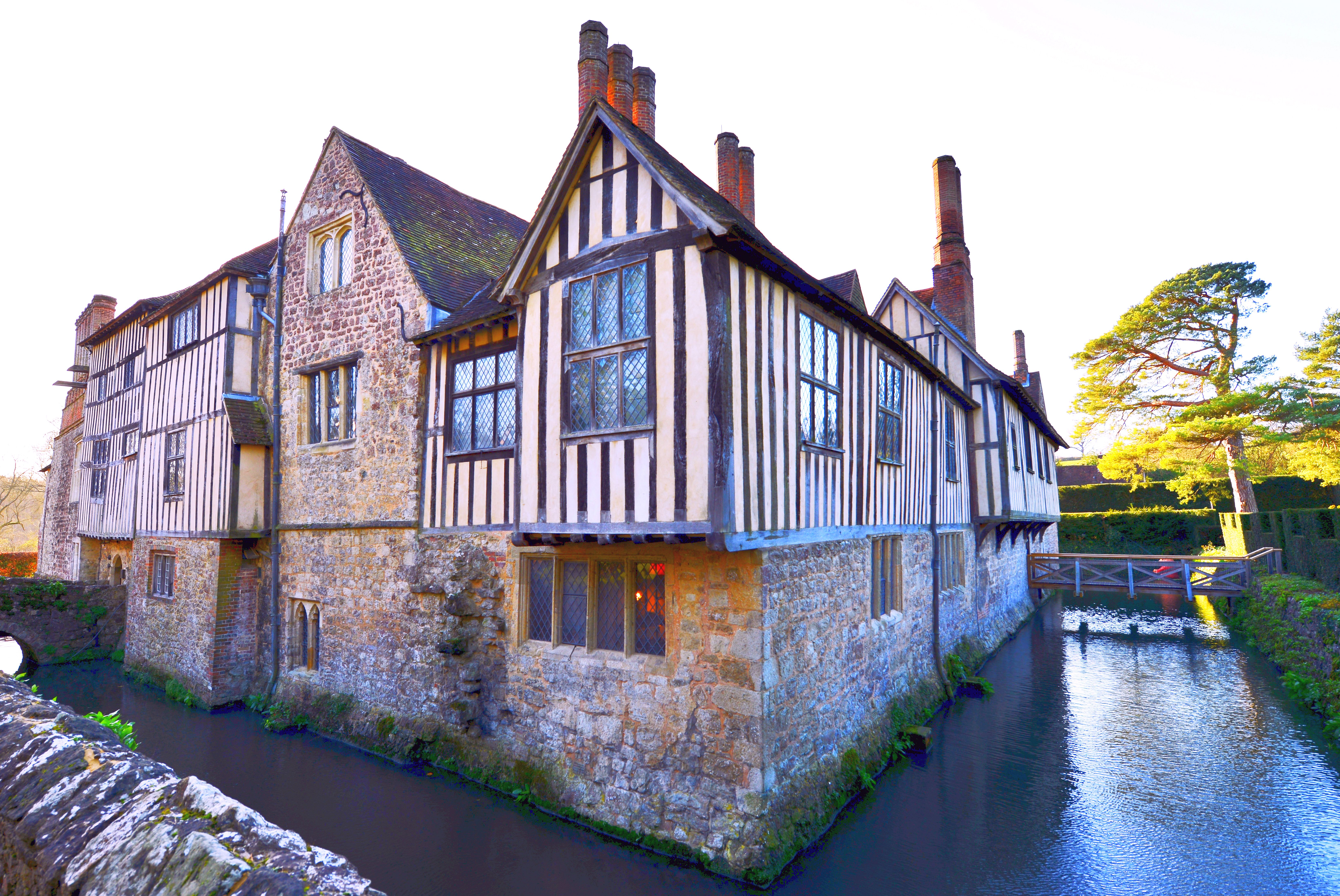
Ightam Mote dans le Kent.

- Liste de châteaux et manoirs de la Manche
- Liste des châteaux et manoirs de la Seine-Maritime